# Reacció aluminotèrmica

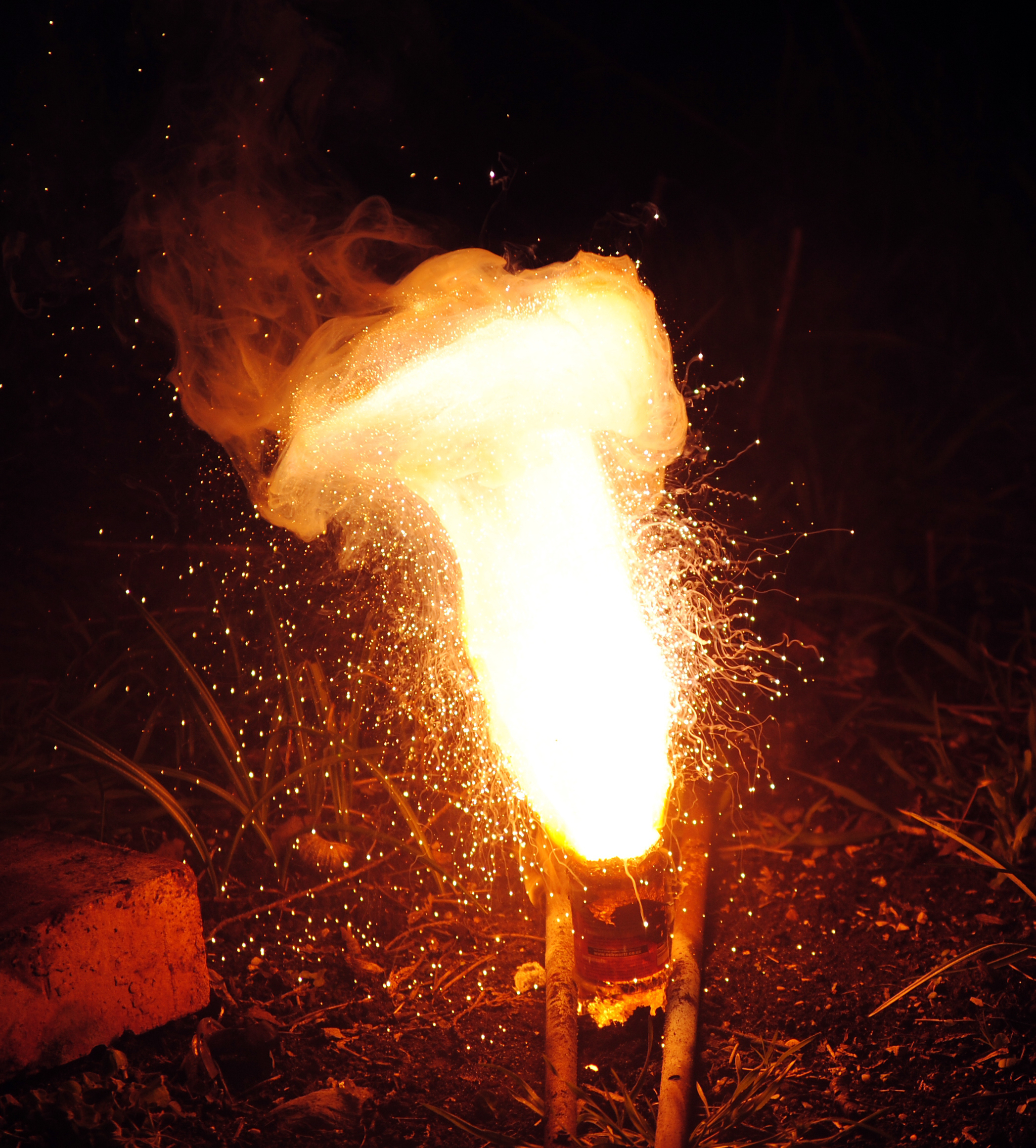
Una reacció aluminotèrmica usant òxid de ferro (III). Les espurnes voladores que resulten de la reacció són glòbuls de ferro colat, les que creen dolls de fum en desplaçar-se.

Les reaccions aluminotèrmiques són una sèrie de reaccions químiques en les quals s'usa alumini com a agent reductor a altes temperatures. Aquest procés és utilitzat industrialment per a la producció d'aliatges de ferro. El més prominent exemple de la seva aplicació a escala és el de la reacció de la termita amb els òxids de ferro i d'alumini per produir ferro i/o alumini:
Fe₂O₃ + 2 Al → 2 Fe + Al₂O₃
Aquesta reacció no obstant no és rellevant per a l'aplicació més important de reaccions aluminotèrmiques, la producció de ferroaliatges. Per a la producció de ferro, un agent reductor més econòmic és utilitzat en el seu lloc, el carbó de coc, fent ús d'una reacció carbotèrmica.

## Història
L'estudi de l'aplicació d'una reacció aluminotèrmica es va iniciar amb els experiments del científic ucraïnès (en aquesta època rus) Nikolái Bekétov a la Universitat de Járkov a Ucraïna, amb la qual va provar que l'alumini restablia metalls des dels seus òxids sota altes temperatures. La reacció va ser aprofitada inicialment per a l'obtenció de metalls lliures de carboni a partir de la seva reducció des d'òxids de metalls.
La reacció és altament exotèrmica, però té un elevat requeriment quant a la seva activació donats els forts llaços interatòmics existents entre els sòlids, que han de ser trencats primer. L'òxid s'escalfa al costat de l'alumini en un gresol o en un forn. La reacció fora de control fa possible la producció de tan sols petites quantitats de material. Hans Goldschmidt va millorar el procés aluminotèrmic entre 1893 i 1898, mitjançant la ignició d'una barreja d'òxids de metalls afinats i pols d'alumini i una reacció iniciadora sense la necessitat d'escalfar la mescla externament. El procés va ser patentat el 1898 i ha estat usat extensivament en l'entroncament de raïls de trens i en l'obtenció d'alumini i altres metalls refinats.

## Usos

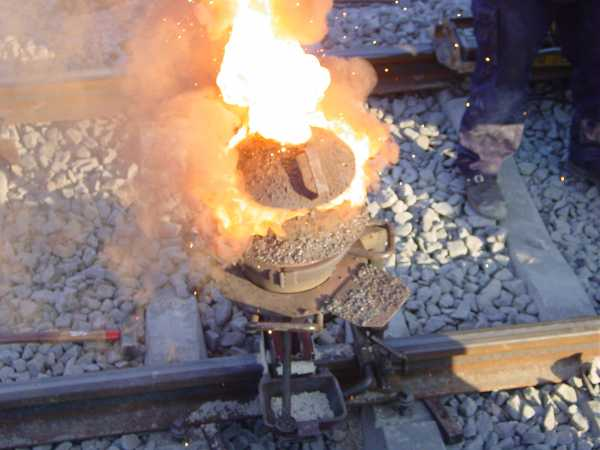
Ús del termita en la soldadura de raïls.

La reacció aluminotèrmica és usada principalment en l'obtenció de ferroaliatges, per exemple ferroniobi des de la reacció entre el pentaòxid de niobi i ferro o alumini, i del ferrovanadi i la seva mescla: òxid de vanadi(V) i/o alumini, en comptes de ferro. Aquest procés s'inicia amb la mateixa reacció química que s'usaria per a l'obtenció d'alumini, amb la reducció de l'òxid per l'alumini:
3 V₂O₅ + 10 Al → 5 Al₂O₃ + 6 V
Altres aliatges poden produir-se de la mateixa forma amb altres òxids de metalls.
Les reaccions aluminotèrmiques són majorment utilitzades en la soldadura de raïls ferroviaris en el lloc de la seva instal·lació, resultant molt útils per a instal·lacions complexes o reparacions locals en les quals no es pugui usar el sistema de soldadura comuna. Una altra de les seves aplicacions més emprades és en la soldadura de cablejat de coure per a connexions directes per preses de terra, com la seva major aplicació a part de la ferroviària. Encara és l'única forma de connexió elèctrica reconeguda per la IEEE (IEEE, Std 80-2001) com "cable continu no empalmat".